# Tracteur routier
Pour les articles homonymes, voir Tracteur.
 (septembre 2014).
 (septembre 2014).
Si vous disposez d'ouvrages ou d'articles de référence ou si vous connaissez des sites web de qualité traitant du thème abordé ici, merci de compléter l'article en donnant les références utiles à sa vérifiabilité et en les liant à la section « Notes et références ».
Le tracteur routier est le véhicule motorisé qui tracte la semi-remorque dans ce qui est appelé un véhicule articulé. Plusieurs modèles existent à deux essieux ou plus, selon l'usage et le type de marchandise transportée. La semi-remorque est liée au tracteur par sa cheville ouvrière qui vient s'insérer dans une plate-forme verrouillable, la sellette.
Quand un tracteur est seul, sans sa remorque, en jargon routier, on dit qu'il est « en solo ». En Europe, sa vitesse est limitée à 90 km/h par un bridage électronique, selon les normes européennes. Par abus de langage, un véhicule articulé est souvent appelé « un semi-remorque ».

## Cabines

Position du moteur par rapport aux différents types de cabines. La carrosserie conventionnelle en haut, la cabine semi-avancée au milieu et avancée en bas.

### Cabine avancée
Une cabine avancée, ou « nez plat », est une cabine où le siège du chauffeur est au-dessus de l'essieu avant ; le moteur se trouvant sous la cabine. Cette conception est presque omniprésente en Europe, où les camions sont strictement réglementés, mais aussi largement utilisée dans le reste du monde. Ils étaient fréquents aux États-Unis, mais ils ont perdu de leur importance à cause de l'extension des voies de circulation, ce qui a conduit à l'utilisation de camions plus grands et à l'autorisation de leur circulation au début des années 1980. Pour accéder au moteur, la cabine entière bascule vers l'avant. Ce type de cabine est particulièrement bien adapté aux conditions de livraison en Europe, où de nombreuses routes suivent le tracé de parcours beaucoup plus anciens et voies de roulement qui exigent une capacité de virage supplémentaire de la cabine. La conception de cabine avancée est due à Viktor Schreckengost (en).

### Cabine conventionnelle
Une cabine conventionnelle, aussi appelée cabine à capot ou cabine reculée, est une cabine où le poste de conduite est situé derrière le compartiment moteur et non pas au-dessus de l'essieu avant. Ce type de cabine est beaucoup plus présent aux États-Unis où la longueur des ensembles routiers est moins réglementée qu'en Europe. Ce type de cabine permet de s'affranchir du capot moteur, souvent présent dans les cabines avancées, le compartiment-couchette est — sur les modèles outre-Atlantique les plus anciens — une cellule rapportée, aménageable à volonté et, sur les modèles plus récents, est désormais intégré au reste de la cabine.
Toutes deux peuvent être équipées de couchette(s), la cabine avancée l'étant beaucoup plus fréquemment que la cabine semi-avancée.
La ou les couchettes se trouvent pratiquement toujours à l'arrière du poste de conduite, quelquefois au-dessus, dans le cas de cabines courtes.

Types de cabines
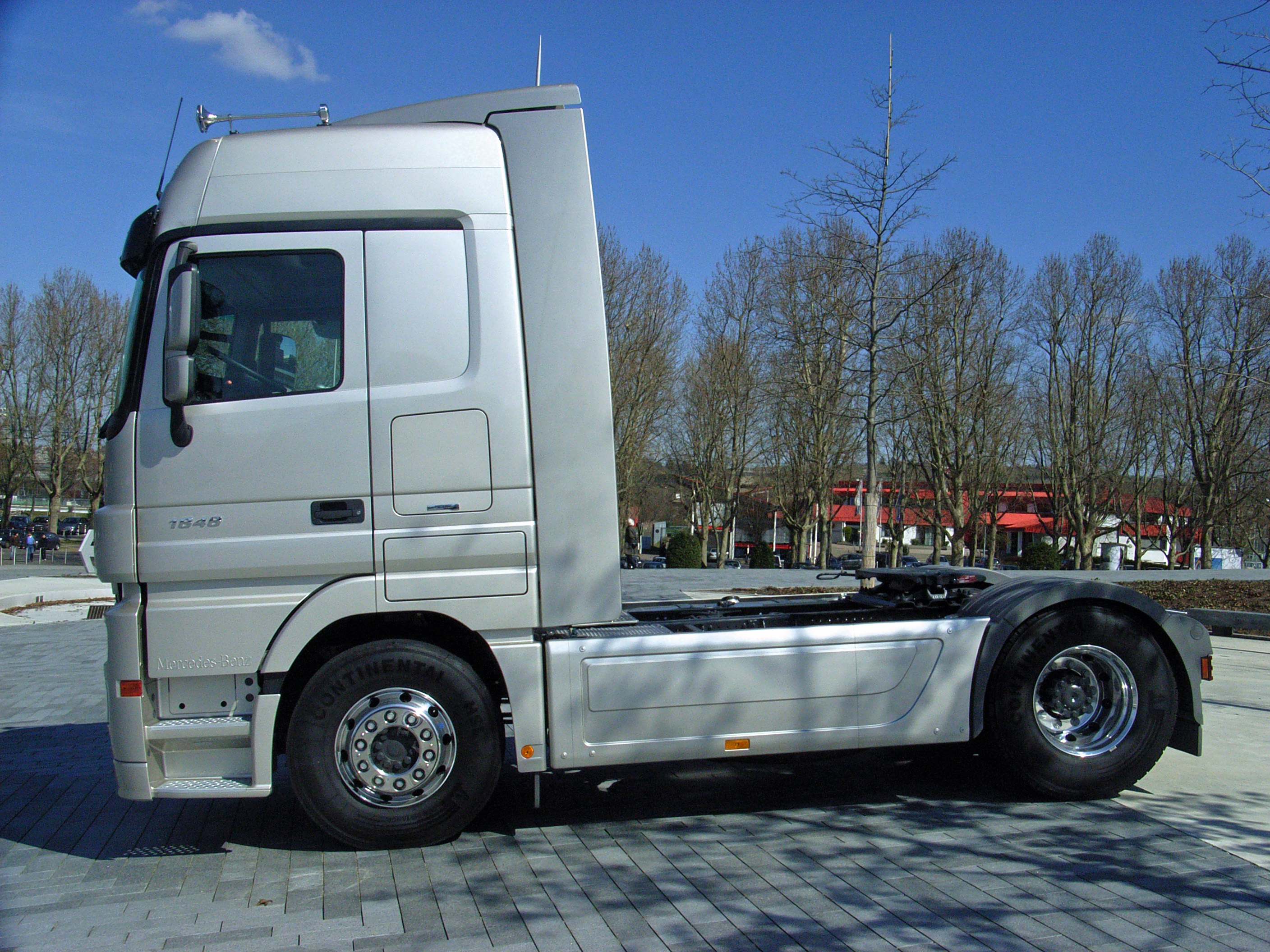
Cabine « avancée » (Mercedes-Benz Actros européen).
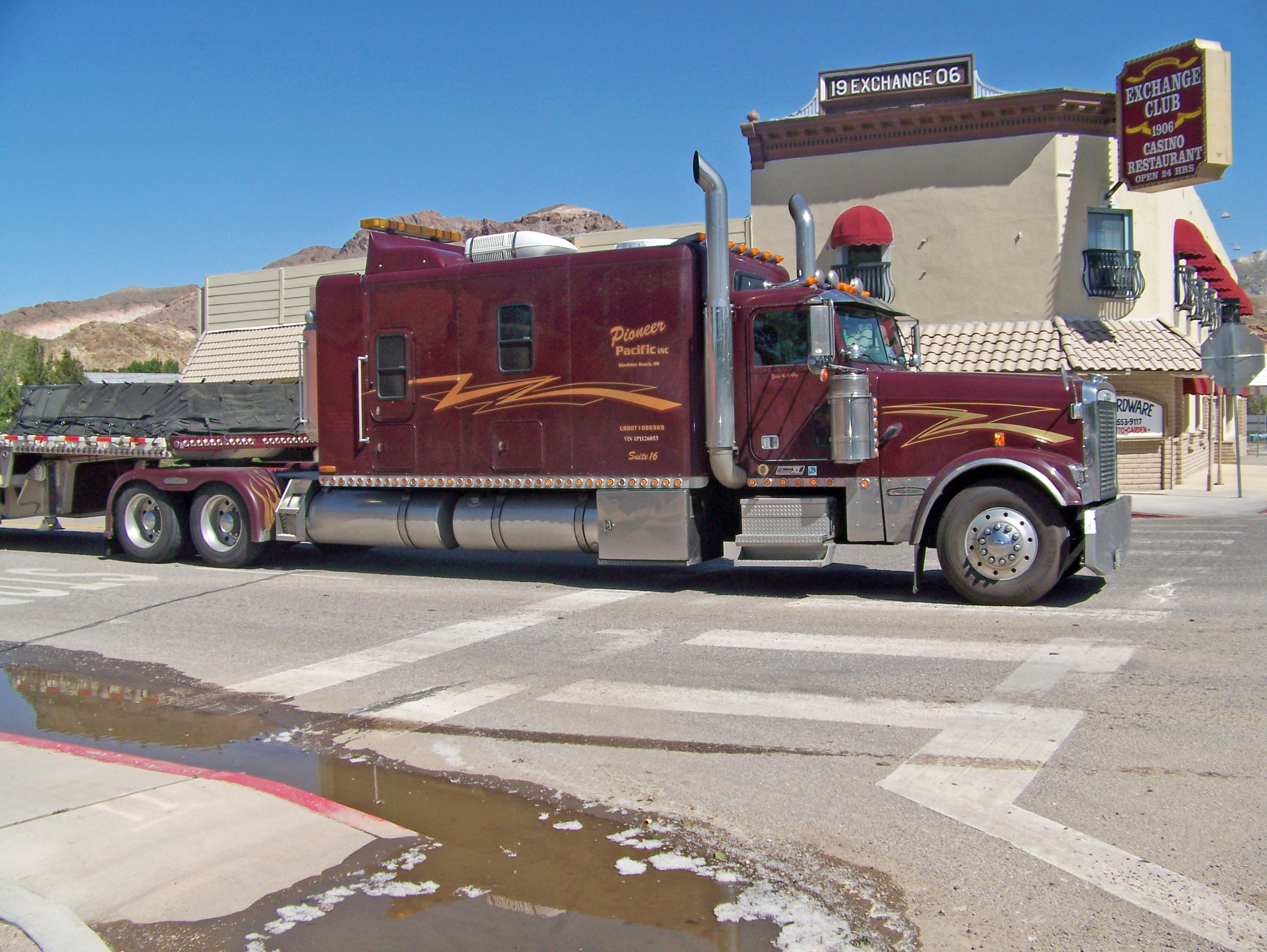
Cabine « conventionnelle » rallongée d'un grand compartiment-couchette (Freightliner nord-américain).

## Mécanique
Le moteur est généralement un Diesel suralimenté par turbo ; la puissance des modèles « maxicode » peut varier de 250 à 680 ch (parfois plus).
La boîte de vitesses peut comporter de 8 à 18 vitesses (avec relais et/ou « étage »).

## Transmission
L'embrayage, l'arbre de transmission et le pont arrière qui transmettent le mouvement aux roues, ainsi que les suspensions (à ressorts ou pneumatiques), sont toutes des pièces robustes, prévues pour subir de fortes contraintes.
Selon l'utilisation, l'affectation et le poids tracté, le nombre d'essieux peut varier, autant à l'avant qu'à l'arrière, allant de deux à trois voire quatre. Dans le cas de quatre essieux, les deux essieux avant sont directeurs afin d'augmenter la maniabilité du véhicule. La transmission peut se faire sur le seul essieu arrière comme sur les quatre essieux ; on parle alors de transmission intégrale.
Il peut se faire, dans une configuration à 3 essieux, qu'un des essieux arrière soit relevable pour économiser les pneumatiques lorsque le véhicule circule à vide ou en solo.
Les configurations sont multiples :
- un essieu avant et un essieu arrière : 4x2 (4 roues dont deux motrices) ou 4x4 (4 roues motrices) et 2 roues directrices ;
- un essieu avant et deux essieux arrière : 6x2, 6x4 ou 6x6 (jusqu'à 6 roues motrices) et 2 roues directrices ;
- deux essieux avant et deux essieux arrière : 8x2, 8x4, 8x6 ou 8x8 (jusqu'à 8 roues motrices) et 4 roues directrices.

Le nombre de roues par essieu peut varier : roues simples ou roues jumelées sur le ou les essieux arrière ; dans le cas de roues simples, la largeur du pneu est supérieure à celle de roues jumelées.

## Équipements divers
De très nombreux accessoires peuvent être adaptés sur un tracteur routier : groupe hydraulique, grue, etc.
Certains sont équipés d'une sellette coulissante (sur crémaillère), dispositif rare en Europe.

Différents types d'essieux
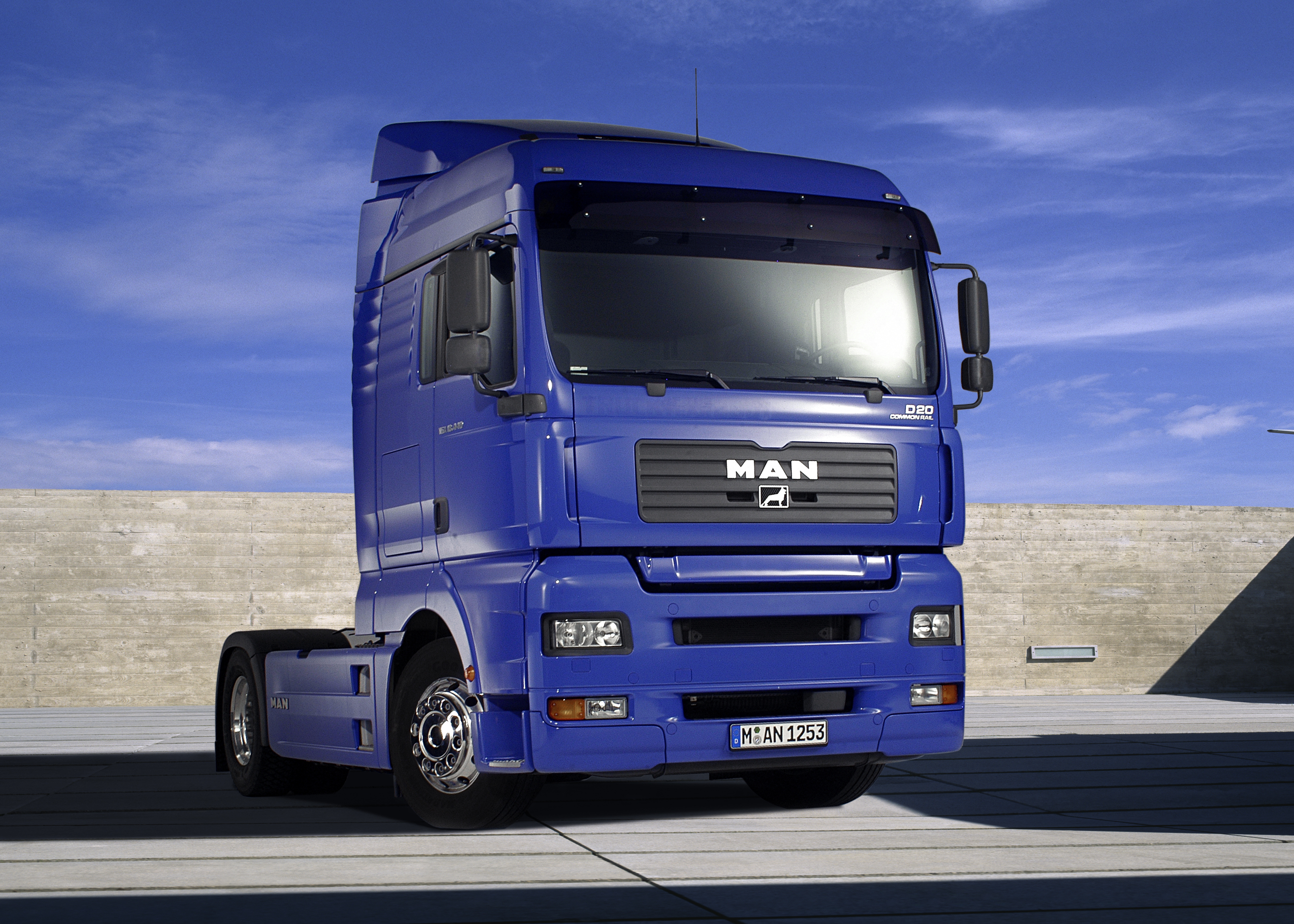
Un tracteur à deux essieux (MAN).
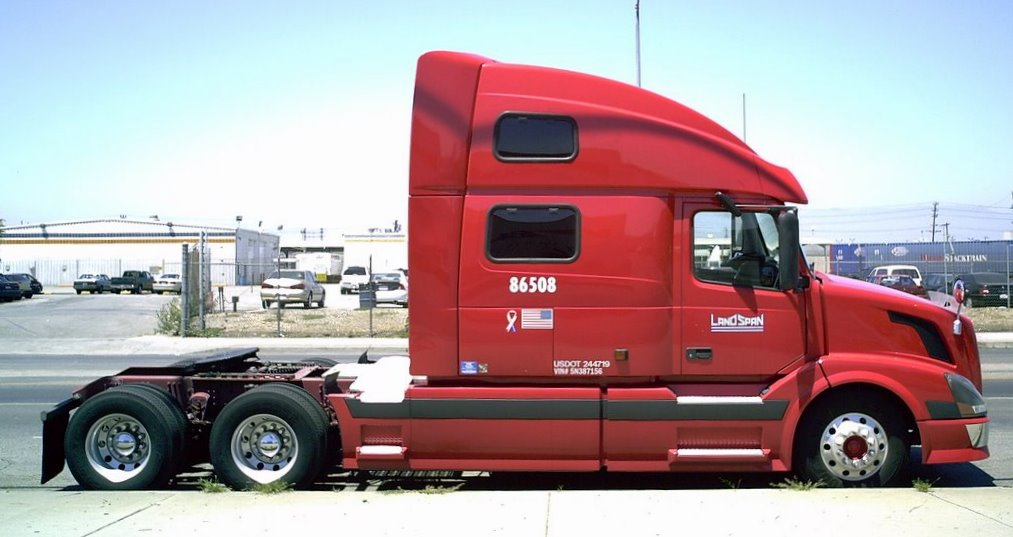
Un tracteur à trois essieux (Volvo).
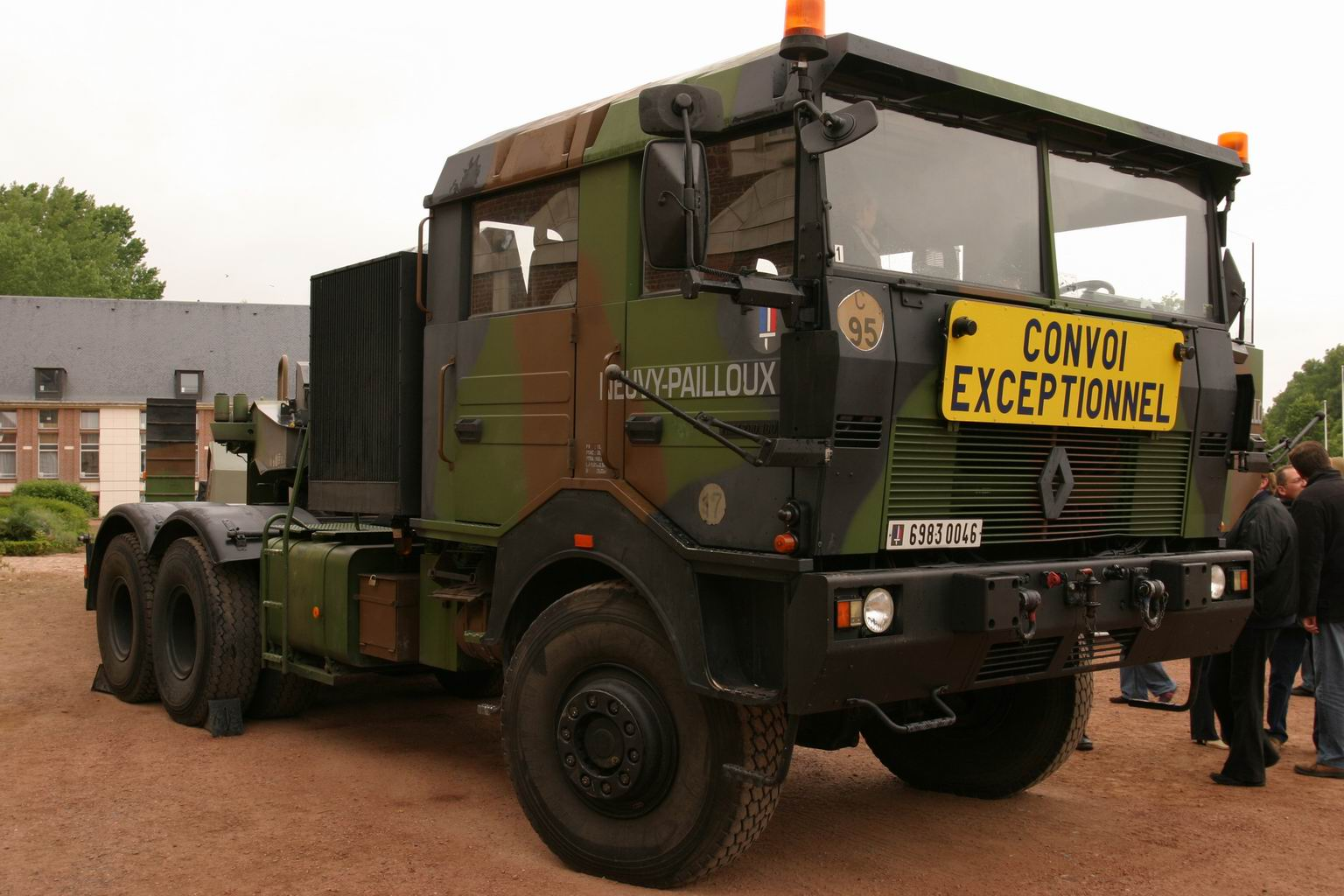
Tracteur 6×6 porte-char (Renault TRM 700-100).
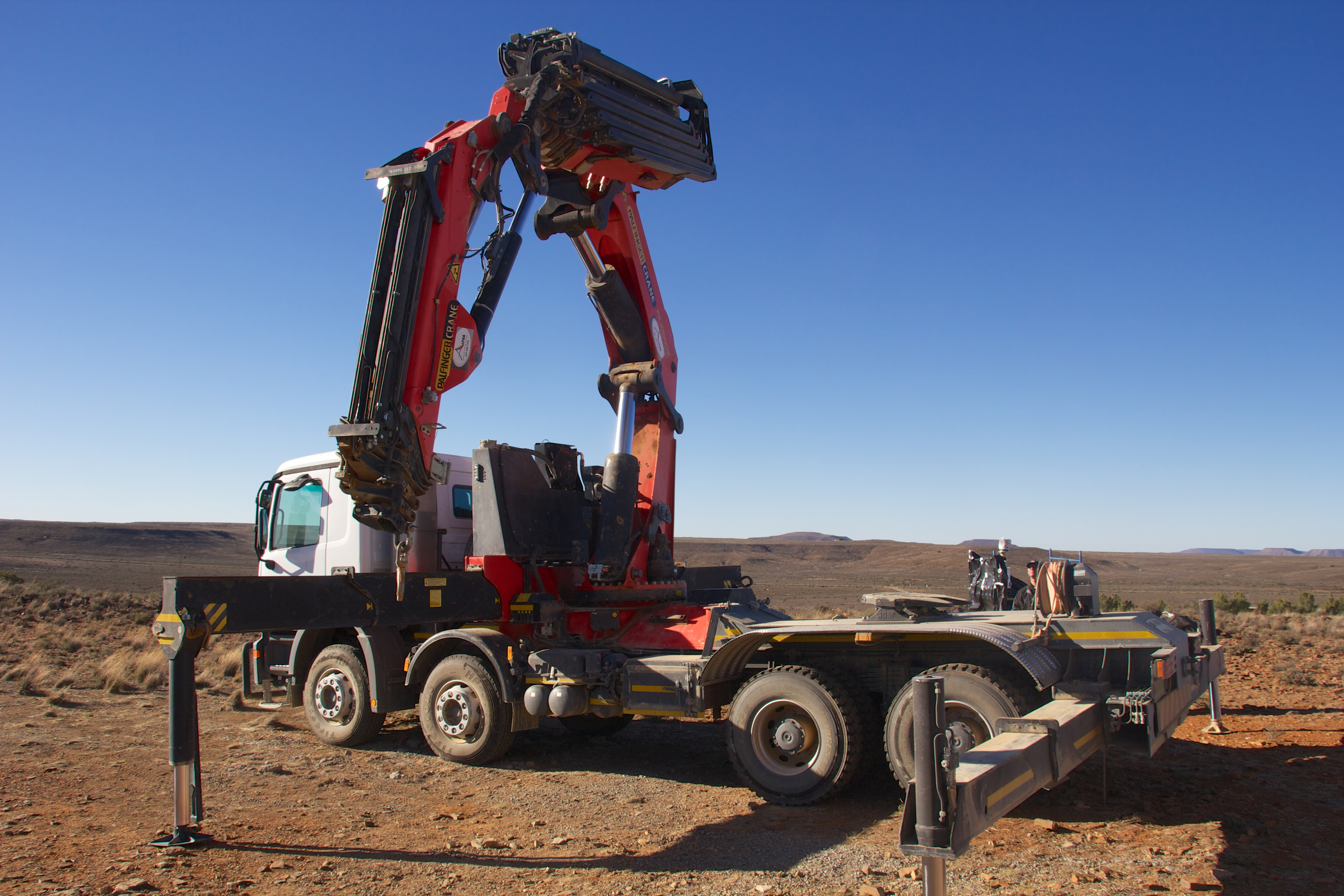
Un tracteur à 4 essieux équipé d'une puissante grue hydraulique et de barres stabilisatrices (Mercedes).

Aux États-Unis et au Canada, les camions sont également presque tous dotés de roues en aluminium forgé, alors qu'en Europe les camions sont plus fréquemment équipés de roues en acier, plus lourdes, mais moins chères.

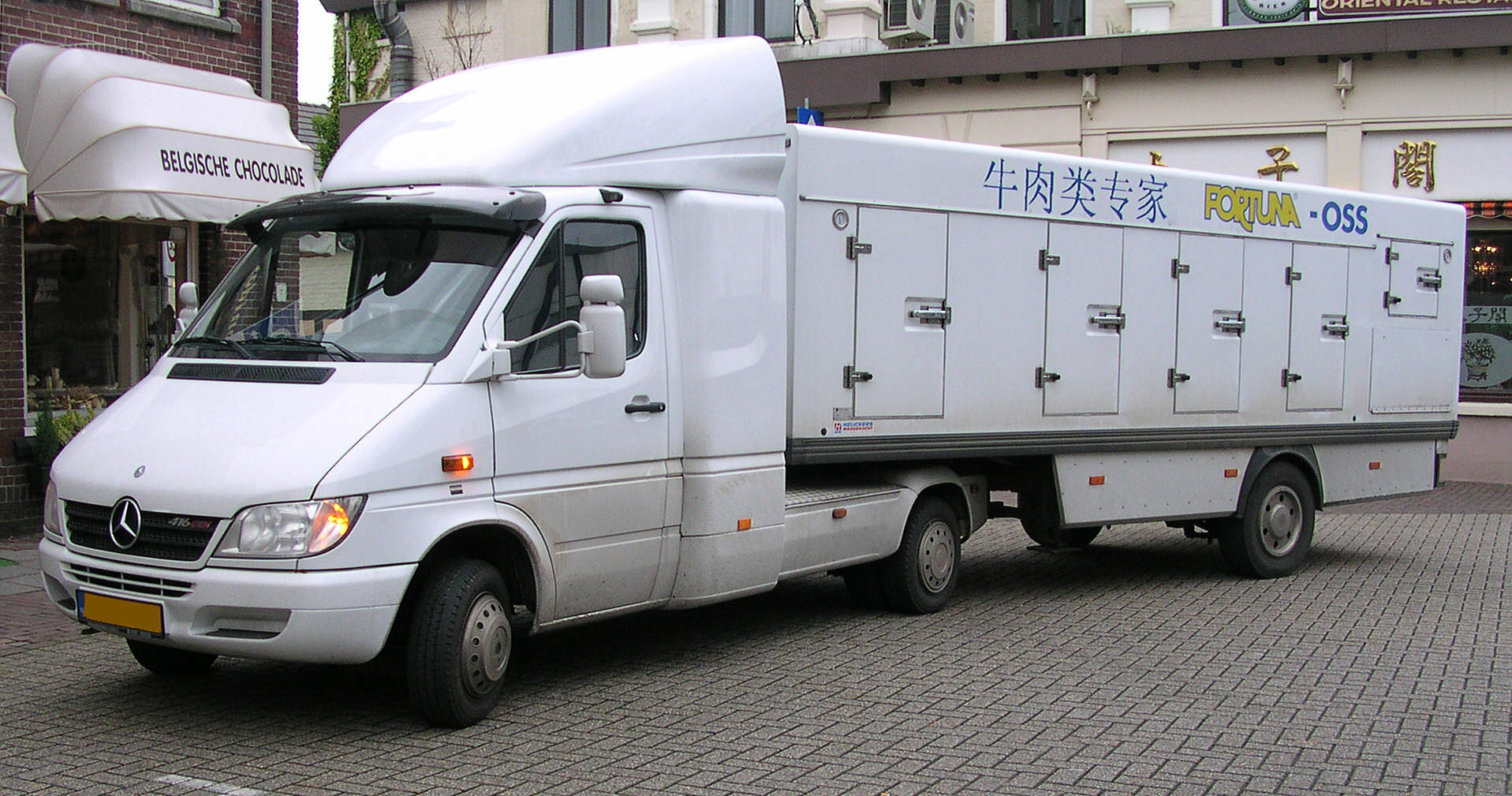
Un tracteur Mercedes Sprinter 3.5 t attelé à une semi-remorque.

Certains tracteurs de puissance modeste et bâtis sur des châssis d'utilitaires peuvent peser moins de 3,5 t et être conduits avec un simple permis B. Équipé de semi-remorque, sous certaines conditions (notamment de poids), l'ensemble est accessible à tout possesseur de permis E(B), bien plus facile à obtenir et moins cher (et aussi moins contraignant) que le permis CE, normalement nécessaire à la conduite d'un ensemble capable de plus de 19 t (donc tous les semi-remorques). Ces véhicules sont utilisés par exemple pour transporter des piscines, volumineuses mais pas très lourdes, deux voitures sur un plateau spécifique, etc. Ces tracteurs sont rarement fabriqués tels quels, mais transformés à partir d'un utilitaire, comme le Renault Master ou encore un Iveco. Dans ce cas, les carrossiers partent généralement de la version benne (ayant un châssis à poutre, et propulsion) dont ils retirent la benne et mettent en place une sellette. Cependant, leur faible puissance comparée aux "vrais" tracteurs routiers les limiteront à des remorques et des chargements adaptés. Il est possible de dépasser les 3,5 T en PTAC. Cependant, les coûts de fabrication, de stockage de l'ensemble, restreignent leur intérêt, ce qui explique leur rareté. À noter que le permis E(B) est celui que vous devez avoir pour tracter une remorque ou caravane de plus de 750 kg, entre autres. Cela permet d'outrepasser la limite commune de 3,5 t du permis B classique,,.